# Iván Marcos
Iván Marcos es un actor español galardonado con un premio Mestre Mateo como mejor actor principal por su interpretación en Dhogs, aunque es especialmente conocido por su trabajo en televisión para series como Fariña (2018), 45 revoluciones (2019) o Jaguar (2021).

## Biografía
Iván Marcos nació en la comunidad de Galicia en España. Se formó en interpretación en la escuela École Philippe Gaulier en Reino Unido.

## Trayectoria profesional
Obtuvo su primer papel importante en el año 2011, en la televisión gallega, con la serie Matalobos, emitida en TVG, donde interpretó a Méndez a partir de la tercera temporada. Más adelante, participó en la película Todo es silencio (2012) de José Luis Cuerda y después en la película gallega Las altas presiones (2014) y la francesa Un trabajo inesperado (Un petit boulot, 2016) de Pascal Chaumeil.
En 2017 obtuvo reconocimiento tras protagonizar la película Dhogs, dirigida por Andrés Goteira, interpretación por la que ganó el Premio Mestre Mateo a la mejor interpretación masculina protagonista. Posteriormente, regresó a la televisión, esta vez a la nacional, para participar en la serie Fariña con el papel de Braulio Montes, además de interpretar a Curro en la serie original de Netflix Las chicas del cable durante tres episodios, ambas en 2018. Un año después fichó como protagonista de la serie 45 revoluciones, junto a Carlos Cuevas y Guiomar Puerta, emitida en Antena 3.
A principios de 2020 fue uno de los protagonistas de la película de terror Malasaña 32, con el papel de Manolo, el padre de una familia que se instala en un edificio donde ocurren sucesos paranormales. Además, tuvo una pequeña participación en la serie de Televisión Española Cuéntame cómo pasó. Ese mismo año fichó para coprotagonizar, junto a Blanca Suárez, la serie original de Netflix Jaguar, con el papel de Lucena, que estrenó mundialmente su primera temporada en septiembre de 2021. Antes del estreno de la serie, en junio de 2021, se anunció su incorporación a la serie de Atresmedia Heridas, adaptación de la exitosa telenovela turca Madre.

## Filmografía

### Cine
| Año  | Título                | Personaje     | Director          |
| ---- | --------------------- | ------------- | ----------------- |
| 2011 | Crebinsky             | Extra         | Enrique Otero     |
| 2012 | Invasor               | Enfermero     | Daniel Calparsoro |
| 2012 | Todo es silencio      | Banker        | José Luis Cuerda  |
| 2014 | Las altas presiones   | Xavi          | Ángel Santos      |
| 2016 | Un trabajo inesperado | Jaime         | Pascal Chaumeil   |
| 2018 | Dhogs                 | Jon Doe       | Andrés Goteira    |
| 2020 | Malasaña 32           | Manolo Olmedo | Albert Pintó      |

### Televisión
| Año             | Título                             | Personaje       | Cadena                       | Notas         |
| --------------- | ---------------------------------- | --------------- | ---------------------------- | ------------- |
| 2005            | Omar Martínez                      | Modrego         | TVG                          | Telefilme     |
| 2011            | La condesa rebelde                 | Alumno          | TVG                          | Telefilme     |
| 2011 - 2012     | Matalobos                          | Méndez          | TVG                          | 8 episodios   |
| 2013            | Padre Casares                      | Extra           | TVG                          | 2 episodios   |
| 2014 - 2018     | Pazo de familia                    | Daniel          | TVG                          | 107 episodios |
| 2017            | Juana de Vega. Vizcondesa do Arado | Abogado         | TVG                          | 2 episodios   |
| 2018            | Fariña                             | Braulio Montes  | Antena 3                     | 6 episodios   |
| 2018            | Las chicas del cable               | Curro           | Netflix                      | 3 episodios   |
| 2019            | 45 revoluciones                    | Guillermo Rojas | Antena 3                     | 13 episodios  |
| 2020            | Cuéntame cómo pasó                 | Jero            | TVE                          | 2 episodios   |
| 2021            | The Mallorca files                 | Jaume Borrell   | BBC One                      | 1 episodio    |
| 2021 - presente | Jaguar                             | Lucena          | Netflix                      | 6 episodios   |
| 2022            | Heridas                            | Héctor          | Antena 3/Atresplayer Premium | 13 episodios  |

## Premios y nominaciones
| Año  | Premio               | Categoría                                   | Trabajo | Resultado | Ref.   |
| ---- | -------------------- | ------------------------------------------- | ------- | --------- | ------ |
| 2018 | Premios Mestre Mateo | Mejor interpretación masculina protagonista | Dhogs   | Ganador   | [ 10 ] |